# Zrób to sam (program telewizyjny)

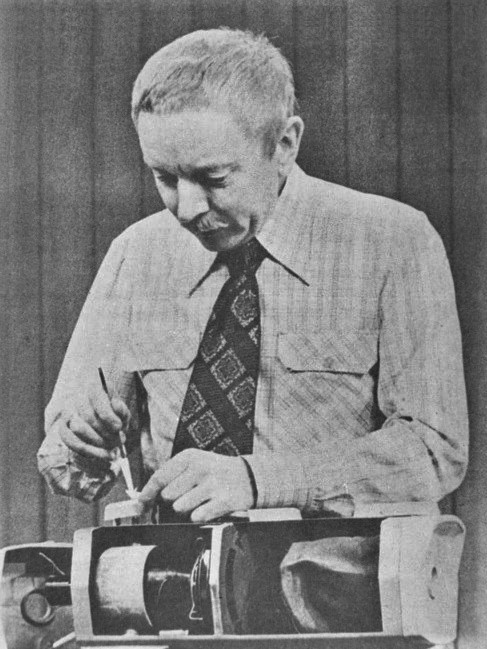
Adam Słodowy w trakcie majsterkowania (1975)

Zrób to sam – program telewizyjny o tematyce DIY, nadawany w Telewizji Polskiej przez 24 lata od 1959 roku do 1983 roku. Wyemitowano 505 odcinków. Program prowadził Adam Słodowy. Program był częścią czwartkowego Ekranu z bratkiem, a potem niedzielnego Teleranka. Tematyką pierwszego odcinka „Zrób to sam” była budowa karmnika dla ptaków. Już pierwsze odcinki okazały się hitem ówczesnej telewizji, a program oglądały miliony widzów.
Autor prezentował w nim osobiście, jak z ogólnie dostępnych rzeczy, takich jak kawałek sklejki, stary wkład do długopisu, blacha z puszki, szprycha rowerowa itp., robić przedmioty użytkowe i zabawki.